# Línea 29 (Buenos Aires)
La línea 29 es una línea de colectivos de la Ciudad Autónoma de Buenos Aires. Une el barrio de Saavedra y Olivos con La Boca.
La administración de su empresa, Transporte Pedro de Mendoza está en Rocha 965, La Boca.

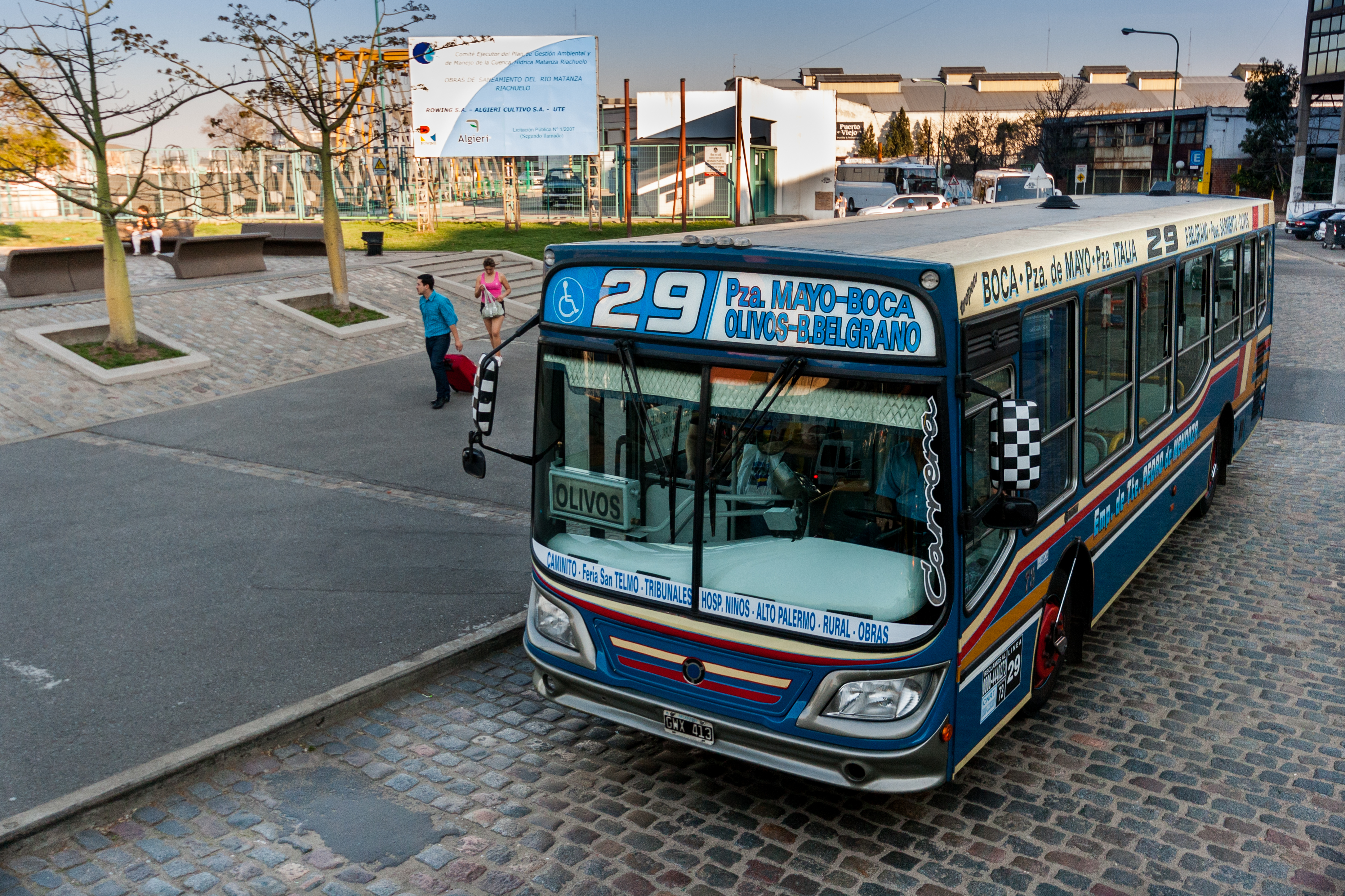
Interno de la Línea 29

## Recorridos
Ramales actuales

### Ramal A - (La Boca – Paseo Colon - Olivos)
- Ida a Olivos: Desde Magallanes y Carlos F. Melo por Magallanes, Carlos F. Melo, Benito Quinquela Martín, Av. Don Pedro de Mendoza, Avenida Almirante Brown,  Avenida Paseo Colón, Avenida La Rábida, Rivadavia, Avenida Presidente Roque Sáenz Peña, Sarmiento, Libertad, Tucumán, Paraná, Avenida Córdoba, Gallo, Avenida Santa Fe, Avenida Luis María Campos, Virrey del Pino, Avenida Virrey Vértiz, Echeverría, Avenida del Libertador, Cruce Avenida General Paz, Avenida del Libertador, Matías Sturiza hasta 450.

- Regreso a La Boca: Matías Sturiza, Juan Díaz de Solís, Corrientes, Avenida del Libertador, Cruce Avenida General Paz, Avenida del Libertador, Juramento, Avenida Virrey Vértiz, Avenida Luis María Campos, Avenida Santa Fe, Avenida Coronel Díaz, Paraguay, Sánchez de Bustamante, San Luis, Jean Jaures, Viamonte, Talcahuano, Avenida Corrientes, Avenida Presidente Roque Sáenz Peña, Bolívar, Hipólito Yrigoyen, Avenida Paseo Colon, Avenida Almirante Brown, Avenida Don Pedro de Mendoza, Rocha hasta 965.

### Ramal A2 – (La Boca – San Telmo - Olivos)
- Ida a Olivos: Desde Magallanes y Carlos F. Melo por Magallanes, Carlos F. Melo, Benito Quinquela Martín, Avenida Almirante Brown,Avenida Martin García,Dfensa,Avenida Brasil,  Avenida Paseo Colón, Avenida La Rábida, Rivadavia, Avenida Presidente Roque Sáenz Peña, Sarmiento, Libertad, Tucumán, Paraná, Avenida Córdoba, Gallo, Avenida Santa Fe, Avenida Luis María Campos, Virrey del Pino, Avenida Virrey Vértiz, Echeverría, Avenida del Libertador, Cruce Avenida General Paz, Avenida del Libertador, Matías Sturiza hasta 450.

- Regreso a La Boca: Matías Sturiza, Juan Díaz de Solís, Corrientes, Avenida del Libertador, Cruce Avenida General Paz, Avenida del Libertador, Juramento, Avenida Virrey Vértiz, Avenida Luis María Campos, Avenida Santa Fe, Avenida Coronel Díaz, Paraguay, Sánchez de Bustamante, San Luis, Jean Jaures, Viamonte, Talcahuano, Avenida Corrientes, Avenida Presidente Roque Sáenz Peña, Bolívar, Hipólito Yrigoyen, Avenida Paseo Colon,Avenida Juan de Garay,Bolívar,Avenida Martin García, Avenida Almirante Brown, Avenida Don Pedro de Mendoza, Rocha hasta 965.

### Ramal B – (La Boca – Paseo Colon - Parque Sarmiento)
- Ida a Parque Presidente Sarmiento: Desde Magallanes y Carlos F. Melo por Magallanes, Carlos F. Melo, Benito Quinquela Martín, Avenida Don Pedro de Mendoza, Avenida Almirante Brown,  Avenida Paseo Colón, Avenida La Rábida, Rivadavia, Avenida Presidente Roque Sáenz Peña, Sarmiento, Libertad, Tucumán, Paraná, Avenida Córdoba, Gallo, Avenida Santa Fe, Avenida Luis María Campos, Virrey del Pino, Avenida Virrey Vértiz,Juramento,  Avenida Cabildo, Manuela Pedraza , Vuelta de Obligado, Crisólogo Larralde, Avenida Doctor Ricardo Balbín, Mariano Acha, Deheza, Miller, Vedia hasta Avenida Doctor Ricardo Balbín.

- Regreso a La Boca: Desde Vedia y Avenida Doctor Ricardo Balbín por Vedia, Avenida Doctor Ricardo Balbín, Colectora Este Avenida General Paz,  Valdenegro, Pico, Machain, Avenida Doctor Ricardo Balbín, Núñez, Avenida Cabildo, Juramento, Avenida Virrey Vértiz, Avenida Luis María Campos, Avenida Santa Fe, Avenida Coronel Díaz, Paraguay, Sánchez de Bustamante, San Luis, Jean Jaures, Viamonte, Talcahuano, Avenida Corrientes, Avenida Presidente Roque Sáenz Peña, Bolívar, Hipólito Yrigoyen, Avenida Paseo Colon, Avenida Almirante Brown, Avenida Don Pedro de Mendoza, Rocha hasta 965.

### Ramal B2 – (La Boca – San Telmo - Parque Sarmiento)
- Ida a Parque Presidente Sarmiento: Desde Magallanes y Carlos F. Melo por Magallanes, Carlos F. Melo, Benito Quinquela Martín, Avenida Don Pedro de Mendoza, Avenida Almirante Brown,Avenida Martin García,Defensa,Avenida Brasil,  Avenida Paseo Colón, Avenida La Rábida, Rivadavia, Avenida Presidente Roque Sáenz Peña, Sarmiento, Libertad, Tucumán, Paraná, Avenida Córdoba, Gallo, Avenida Santa Fe, Avenida Luis María Campos, Virrey del Pino, Avenida Virrey Vértiz,Juramento,  Avenida Cabildo, Manuela Pedraza , Vuelta de Obligado, Crisólogo Larralde, Avenida Doctor Ricardo Balbín, Mariano Acha, Deheza, Miller, Vedia hasta Avenida Doctor Ricardo Balbín.

- Regreso a La Boca: Desde Vedia y Avenida Doctor Ricardo Balbín por Vedia, Avenida Doctor Ricardo Balbín, Colectora Este Avenida General Paz,  Valdenegro, Pico, Machain, Avenida Doctor Ricardo Balbín, Núñez, Avenida Cabildo, Juramento, Avenida Virrey Vértiz, Avenida Luis María Campos, Avenida Santa Fe, Avenida Coronel Díaz, Paraguay, Sánchez de Bustamante, San Luis, Jean Jaures, Viamonte, Talcahuano, Avenida Corrientes, Avenida Presidente Roque Sáenz Peña, Bolívar, Hipólito Yrigoyen, Avenida Paseo Colon,Avenida Juan de Garay,Bolívar,Avenida Martin García, Avenida Almirante Brown, Avenida Don Pedro de Mendoza, Rocha hasta 965.

### Ramal C (Fraccionado) – La Boca – Carrefour x Libertador (Avenida del Libertador y Avenida General Paz)
- Ida a Carrefour: Desde Magallanes y Carlos F. Melo por Magallanes, Carlos F. Melo, Benito Quinquela Martin, Avenida Don Pedro de Mendoza, Avenida Almirante Brown, Avenida Paseo Colón, Avenida La Rábida, Rivadavia, Avenida Rivadavia, Avenida Presidente Roque Sáenz Peña, Sarmiento, Libertad, Tucumán, Paraná, Avenida Córdoba, Gallo, Avenida Santa Fe, Avenida Luis María Campos, Virrey del Pino, Avenida Virrey Vértiz,Echeverría, Avenida del Libertador, Cruce Avenida Gral Paz.

- Regreso a La Boca: Desde Pico y Avenida del Libertador por Avenida del Libertador, Juramento, Avenida Virrey Vértiz, Avenida Luis María Campos, Avenida Santa Fe, Avenida Coronel Díaz, Paraguay, Sánchez de Bustamante, San Luis, Jean Jaures, Viamonte, Talcahuano, Avenida Corrientes, Avenida Presidente Roque Sáenz Peña, Bolívar, Hipólito Yrigoyen, Avenida Paseo Colón , Avenida Almirante Brown, Avenida Don Pedro de Mendoza.

### Ramal D (Fraccionado) Plaza de Mayo - Olivos
- Ida a Olivos: Desde Avenida Roque Sáenz Peña y Florida por Avenida Presidente Roque Sáenz Peña, mismo recorrido hacia Olivos.

- Regreso a Plaza de Mayo: Desde Olivos, mismo recorrido hasta Avenida Presidente Roque Sáenz Peña y San Martín.

### Ramal E (Fraccionado) Plaza de Mayo - Parque Sarmiento
- Ida a Parque Sarmiento: Desde Avenida Roque Sáenz Peña y Florida por Avenida Presidente Roque Sáenz Peña, mismo recorrido hacia Parque Sarmiento.

- Regreso a Plaza de Mayo: Desde Parque Sarmiento, mismo recorrido hasta Avenida Presidente Roque Sáenz Peña y San Martín.

### Ramal F (Fraccionamiento dentro del horario AM) – Avenida Martin García y Avenida Regimiento de Patricios (San Telmo) – Olivos
- Ida a Olivos: Desde Avenida Martin García, mismo recorrido hacia Olivos por San Telmo.

- Regreso a Avenida Martin García y Avenida Regimiento de Patricios: Desde Matías Sturiza, mismo recorrido por San Telmo hasta Avenida Martin García y Avenida Regimiento de Patricios.

### Ramal G (Fraccionamiento dentro del horario AM) - Avenida Martin García y Avenida Regimiento de Patricios (San Telmo) – Parque Sarmiento
- Ida a Parque Sarmiento: Desde Avenida Martin García, mismo recorrido hacia Parque Sarmiento por San Telmo.

- Regreso a Avenida Martin García y Avenida Regimiento de Patricios: Desde Vedia y Avenida Doctor Ricardo Balbín por Vedia, mismo recorrido por San Telmo hasta Avenida Martin García y Avenida Regimiento de Patricios.

### Ramal H (Fraccionado) – Avenida Santa Fe y Avenida Coronel Díaz (Alto Palermo) – Olivos
- Ida a Olivos: Desde Avenida Santa Fe 3200, mismo recorrido hacia Olivos.

- Regreso a Av Santa Fe y Avenida Coronel Díaz: Desde Olivos, mismo recorrido hasta Avenida Santa Fe y Avenida Coronel Díaz.

### Ramal I (Fraccionado) – Avenida Santa Fe y Avenida Coronel Díaz (Alto Palermo) – Parque Sarmiento
- Ida a Parque Sarmiento: Desde Avenida Santa Fe 3200, mismo recorrido hacia Parque Sarmiento.

- Regreso a Avenida Santa Fe y Avenida Coronel Díaz: Desde Parque Sarmiento, mismo recorrido hasta Avenida Santa Fe y Avenida Coronel Díaz.

Ramales Inactivos

### Ramal (Fraccionado) Estación Belgrano C - Plaza de Mayo
- Ida a Estación Belgrano C: Desde Avenida Roque Sáenz Peña y Florida por Avenida Presidente Roque Sáenz Peña, Sarmiento, Libertad, Tucumán, Paraná, Avenida Córdoba, Gallo, Avenida Santa Fe, Avenida Luis María Campos, Virrey del Pino, Avenida Virrey Vértiz hasta Estación Belgrano C.

- Regreso a Plaza de Mayo: Desde Estación Belgrano C por Avenida Virrey Vértiz, Avenida Luis María Campos, Avenida Santa Fe, Avenida Coronel Díaz, Paraguay, Sánchez de Bustamante, San Luis, Jean Jaures, Viamonte, Talcahuano, Avenida Corrientes, Avenida Presidente Roque Sáenz Peña hasta San Martín.

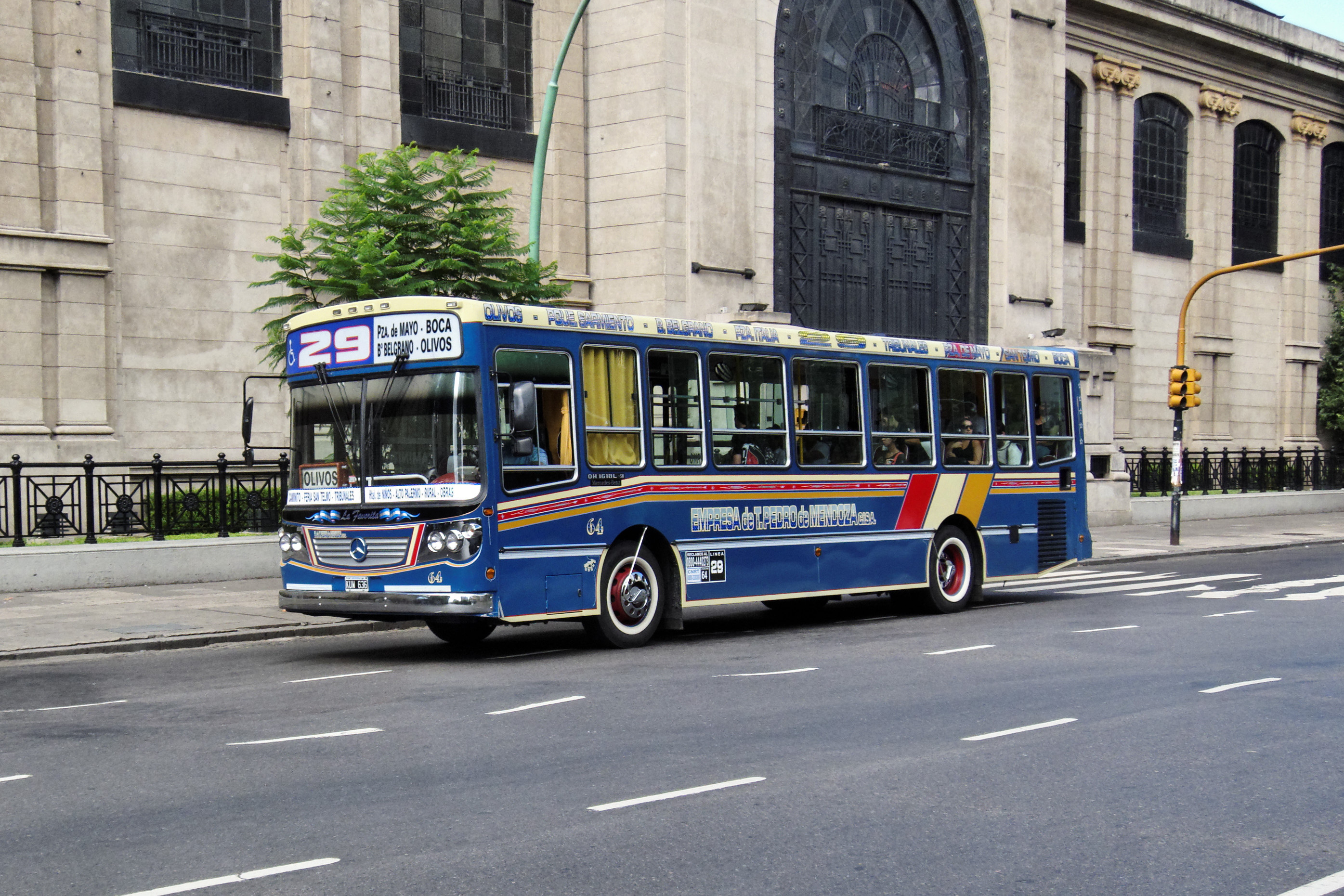
Interno de la Línea 29

## Lugares de interés
La línea 29 recorre algunos lugares famosos, históricos y de interés, como los siguientes: Estadio Juan Pasquale, del Club Atlético Defensores de Belgrano, Estadio Monumental Antonio Vespucio Liberti, del Club Atlético River Plate, Cenard, Jardín Botánico, Obelisco, Plaza Italia, Quinta presidencial, Barrio Chino, Estación del tren Mitre Belgrano C, Hospital de Niños Dr. Ricardo Gutiérrez, Tribunales, la Rural, Plaza de Mayo y Caminito.